# Coulanges-la-Vineuse
Coulanges-la-Vineuse är en kommun i departementet Yonne i regionen Bourgogne-Franche-Comté i norra Frankrike. Kommunen ligger i kantonen Coulanges-la-Vineuse som tillhör arrondissementet Auxerre. År 2022 hade Coulanges-la-Vineuse 787 invånare.

## Befolkningsutveckling
Antalet invånare i kommunen Coulanges-la-Vineuse
| Referens: INSEE |